# Makrorecorder

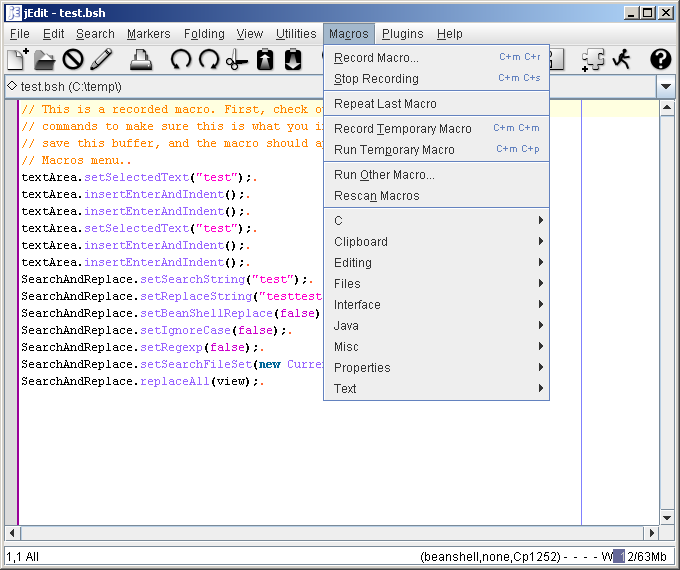
Makroaufzeichnung unter jEdit

Ein Makrorecorder ist in Anwendungsprogrammen, wie z. B. Texteditoren oder Office-Paketen, oder in Betriebssystemen ein Werkzeug zur Aufzeichnung von Makros, um so dem Anwender die Wiederholung von Programmoperationen und die Automatisierung sich wiederholender Aktionen zu ermöglichen. Die aufgezeichneten Makros können zur späteren Verwendung gespeichert werden. Je nach Anwendung und zugrundeliegendem Makromechanismus werden die aufgezeichneten Aktionen nur wiederholbar gemacht oder aber in eine Skriptsprache überführt. Aufgezeichnete Skripte können im zugehörigen Editor abgeändert werden.
Bekannte Anwendungen mit Makroaufzeichnung ist Microsoft Office mit der Skriptsprache VBA, der Texteditor Notepad++ (keine Aufzeichnung in einer Skriptsprache, nur Aktionswiederholung) und der Texteditor jEdit mit der Skriptsprache BeanShell.